# Hrušovany nad Jevišovkou
Hrušovany nad Jevišovkou település Csehországban, a Znojmoban. Hrušovany nad Jevišovkou Šanov, Hrabětice, Jevišovka, Břežany, Nový Přerov, Litobratřice, Pravice és Wildendürnbach településekkel határos. Lakosainak száma 3396 fő (2024. január 1.).

## Népesség
A település lakosságának változását az alábbi diagram mutatja:
| Lakosok száma | 2024 | 2162 | 2643 | 2076 | 3090 | 3274 | 3321 | 3330 | 3245 | 3396 |
|               | 1869 | 1890 | 1921 | 1950 | 1980 | 2001 | 2017 | 2019 | 2022 | 2024 |